# Liebes Kind
Liebes Kind is een Duitse miniserie uit 2023 gebaseerd op de gelijknamige roman van Romy Hausmann, geïnspireerd door de ontvoering van Natascha Kampusch. Opnames vonden plaats in Alfter en Bonn, waarbij diverse locaties werden gebruikt. De serie, met muziek van Gustavo Santaolalla, werd goed ontvangen op Netflix en is wereldwijd een van de meest bekeken niet-Engelstalige Netflix-series.

## Plot
Het verhaal begint met de ontsnapping van een vrouw en haar twee ontvoerde kinderen, wat leidt tot een complex mysterie. De serie verkent de impact van langdurige ontvoeringen op slachtoffers en hun families. De hoofdpersonages, waaronder de ontvoerde vrouw, haar vader en een jeugdvriend, worden geconfronteerd met onverwachte wendingen en identiteitsverwarring.